# Danzau
«Danzau» es una canción del cantante portorriqueño Ozuna. Se lanzó el 12 de diciembre de 2019 como el octavo y último sencillo de su tercer álbum de estudio Nibiru.

## Antecedentes y lanzamiento
Ozuna para la promoción del álbum comenzó a divulgar "Planeta Nibiru", una serie de videoclip conformado por cinco capítulos en total. Finalmente, «Danzau» se estrenó el 12 de diciembre de 2019, como el quinto y último episodio.

## Composición
«Danzau» fue escrita por el cantante junto a José Aponte, Yamil Aldanondo, Luis O'Neill, Jonathan Leone, Jamal Rashid y Eric Pérez, mientras que la producción fue llevada a cabo por Jencarlos, Mally Mall, el mismo O' Neill y Jon Leone & Bory. El tema aborda la historia de una aventura intergaláctica que se realiza en un universo paralelo donde el cantante busca a una mujer misteriosa en lugares futuristas.

## Vídeo musical
El video musical de «Danzau» se estrenó el 12 de diciembre de 2019. El material audiovisual formó parte de una serie de vídeos que Ozuna sube a sus plataformas en YouTube, siendo el capítulo cinco de cinco en total. Se estrenó luego de los vídeos de «Hasta que salga el sol», como episodio dos,  «Fantasía» como el uno, «Nibiru» y «Eres top» como el tercero y cuarto, respectivamente. El vídeo fue dirigido por Colin Tiley, y a marzo de 2020 cuenta con 7 millones de reproducciones.

## Historial de lanzamiento
| País   | Fecha                   | Formato                     | Discográfica            | Ref   |
| ------ | ----------------------- | --------------------------- | ----------------------- | ----- |
| Varios | 12 de diciembre de 2019 | Descarga digital, Streaming | Aura Music y Sony Latin | [ 1 ] |